# Industrieschornstein (Hoven)

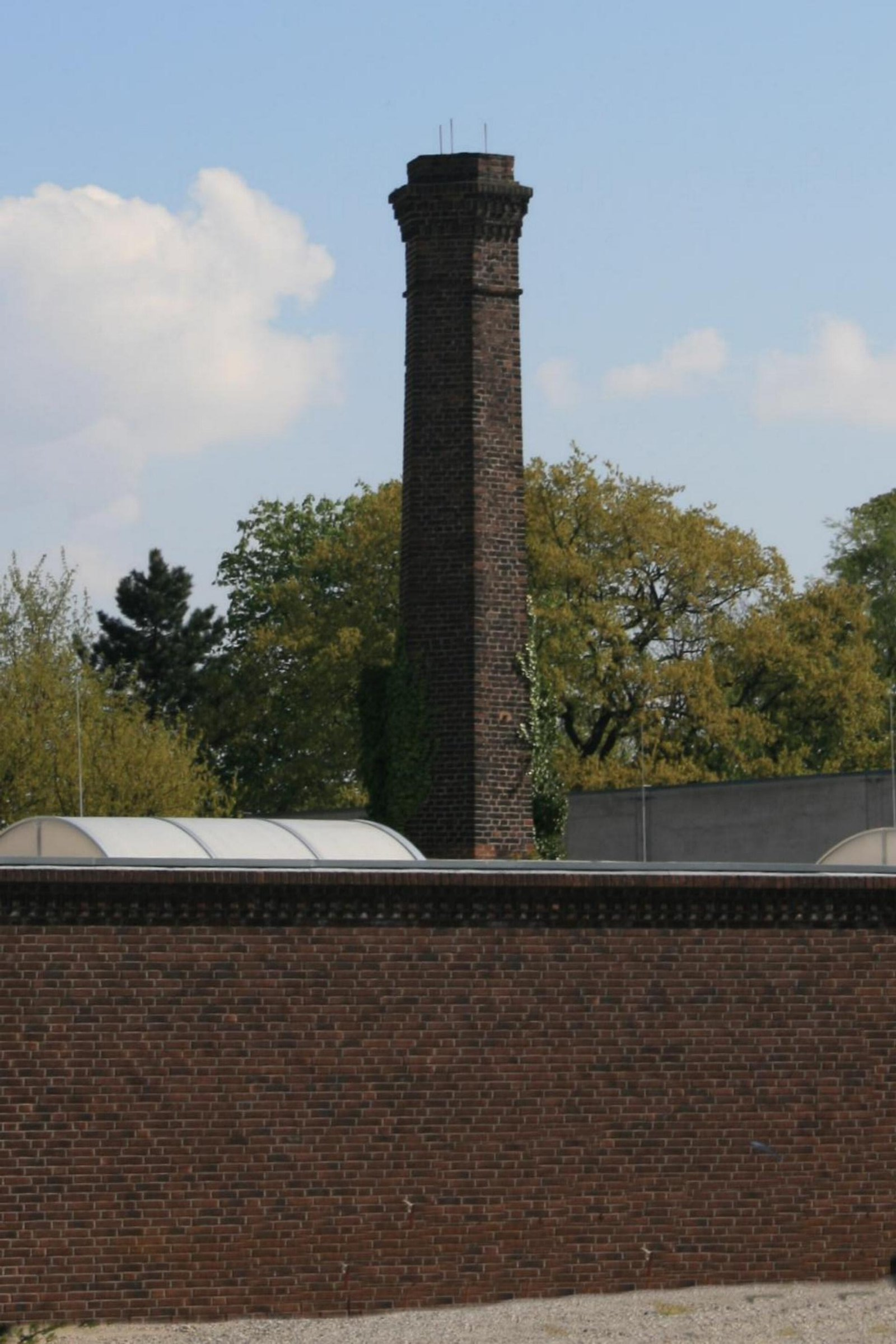

Der Industrieschornstein steht im Dürener Stadtteil Hoven in Nordrhein-Westfalen in der Birkesdorfer Straße. 
Das Bauwerk steht auf dem Gelände der Fa. Julius Hoesch GmbH  Co. KG. Es wurde in der Mitte des 19. Jahrhunderts erbaut. Es handelt sich um einen Sechseckschornstein aus Backstein, sogenannten Feldbrandsteinen. Im oberen Bereich ist ein Gesims zu sehen, dazu eine Bekrönung.
Das Bauwerk ist unter Nr. 9/007 in die Denkmalliste der Stadt Düren eingetragen.